# Steven Pinker
Steven Arthur Pinker (ur. 18 września 1954 w Montrealu) – kanadyjsko-amerykański psycholog, zajmujący się psychologią kognitywną, językoznawca oraz autor publikacji popularnonaukowych. Jest zwolennikiem psychologii ewolucyjnej oraz obliczeniowej teorii umysłu, opowiada się za ewolucyjnymi wyjaśnieniami funkcji mózgu, a tym samym języka i zachowania.
Pinker jest profesorem filozofii na Uniwersytecie Harvarda, specjalizuje się w psychologii postrzegania oraz psycholingwistyce. Przedmiotami jego zainteresowania są tematy takie jak obrazowanie myślowe, rozpoznawanie kształtów, uwaga wzrokowa, rozwój językowy dzieci, regularne i nieregularne fenomeny w języku, neuronalne podstawy słów i gramatyki, a także psychologia współpracy i komunikacji (w tym eufemizmy, insynuacje, ekspresje emocjonalne oraz wiedza ogólna). Napisał dwie książki, w których przedstawił ogólną teorię przyswajania języka, która odnalazła swoje zastosowanie w nauce czasowników przez dzieci.
Pinker jest autorem 8 książek: The Language Instinct (1994), Jak działa umysł (1997, przetłumaczone na język polski w 2002), Words and Rules (1999), Tabula rasa (2002, na język polski przetłumaczone w 2005), The Stuff of Thought (2007), w których skupia się na opisie psycholingwistyki i kogniwistyki na podstawie własnych badań argumentując, że język wrodzony jest zachowaniem ukształtowanym przez dobór naturalny i dostosowany do naszych potrzeb komunikacyjnych. Piękny styl (2014) jest podręcznikiem stylu opartym na języku.
Książka Zmierzch przemocy. Lepsza strona naszej natury (2011, w języku polskim od 2015) to rozprawa o przemocy ludzkiej. Autor wskazuje w niej diagnozę, że potrzeba przemocy zmalała oraz wskazuje powody tego stanu rzeczy. Dokumentuje masowy spadek przemocy we wszystkich formach, od wojny po lepsze traktowanie dzieci. Nowe Oświecenie (2018) to książka wskazująca na poprawę kondycji ludzkiej w ostatnich latach. W książce „Language Instinct” postulował ewolucyjne uzasadnienie wrodzonego charakteru języka jako biologicznego instynktu. Tym samym Pinker wdał się w debatę nad genealogią gramatyki uniwersalnej Noama Chomsky’ego. W kolejnych pracach z dziedziny językoznawstwa Pinker analizuje czasowniki nieregularne oraz język ludzki jako odzwierciedlenie natury ludzkiej – „The Stuff of Thought. Language as a Window Into Human Nature”.

## Biografia
Steven Pinker urodził się w 1954 roku w Montrealu w żydowskiej rodzinie z klasy średniej. Jego dziadkowie wyemigrowali ze Wschodniej Europy do Kanady w 1926 roku, gdzie otworzyli małą fabrykę krawatów. Jego ojciec był prawnikiem, a matka była wicedyrektorem w liceum. Jego brat pracuje jako analityk polityczny dla Kanadyjskiego rządu, natomiast siostra, Susan Pinker, jest psychologiem oraz pisarką. W 1980 roku poślubił Nancy Etcoff i rozwiódł się w 1992; ponownie ożenił się w 1995 roku, jednak również się rozwiódł. Jego trzecią żoną została powieściopisarka i filozofka Rebecca Goldstein, z którą wziął ślub w 2007 roku. Ma dwie pasierbice: powieściopisarkę Yael Goldstein Love i poetkę Danielle Blau.
Pinker ukończył Dawson College w 1973 roku, Uniwersytet McGill w 1976 roku z tytułem magistra w dziedzinie psychologii, a następnie ukończył studia doktoranckie z psychologii eksperymentalnej na Uniwersytecie Harvardzkim w 1979 roku. Pracuje na Uniwersytecie Harvarda. Jest autorem publikacji popularyzujących dokonania różnych dyscyplin naukowych, m.in.: neurobiologii, psychologii, językoznawstwa, teorii ewolucji, teorii gier etc. Przez 21 lat był profesorem w Department of Brain and Cognitive Sciences w Massachusetts Institute of Technology (MIT), a w 2003 roku powrócił do Uniwersytetu Harvarda.
Od 1982 do 2003 roku Pinker wykładał na Wydziale Nauk o Mózgu oraz Nauk Kognitywnych na MIT, był współdyrektorem Centrum Nauk Kognitywnych (1985-1994), a ostatecznie został dyrektorem Centrum Neuronauki Poznawczej (1994-1999). Od 2003 roku pracował jako profesor psychologii na Harvardzie, a w latach 2008–2013 posiadał również tytuł Harvard College Professor w uznaniu jego zaangażowania w nauczanie. Obecnie prowadzi wykłady jako profesor wizytujący w New College of the Humanities, prywatnej uczelni w Londynie.
W wieku 13 lat zadeklarował się jako ateista, ale podkreśla swoją przynależność do kultury żydowskiej.

## Tabula rasa. Spory o naturę ludzką
Tabula rasa to książka o 664 stronach, podzielona na sześć części: Czysta tablica, szlachetny dzikus i duch w maszynie; Lęk i nienawiść; Natura ludzka z ludzką twarzą; Poznaj samego siebie; Gorące tematy; Glos gatunku. Książka zakończona jest aneksem zawierającym listę ludzkich uniwersaliów, bibliografię i indeks.
Steven Pinkier w tym dziele wprowadza w rozważania o naturze ludzkiej i pojęciu tytułowego tabula rasa, czyli czystej tablicy, jaką miałoby być życie każdego człowieka, które stanowi temat sporów filozoficznych od dwóch tysiącleci. Z językoznawczej perspektywy mówi o tym, jak spór ten powiązany jest z poszukiwaniem odpowiedzi o genezę i funkcjonowanie języka. Uzupełnia również spojrzenie na ten spór o najnowsze badania mózgu z dziedziny medycyny, biomedycyny, genetyki behawioralnej, psychologii rozwojowej i klinicznej.
Autor już od przemowy przekonuje czytelnika, iż z najnowszych osiągnięć naukowych wyłania się nowy obraz naszego gatunku, a to bezpośrednio prowadzi do realistycznego humanizmu opartego na wiedzy biologicznej. Jako punkt wyjścia ustanowił pokorę i podziw dla złożoności ludzkiego mózgu. Podziw dla milionów lat jego ewolucji i miliardów skomplikowanych połączeń nerwowych w nim oraz pokorę wobec skomplikowania jego działania.
Pinker, mimo iż odrzuca teorie absolutyzujące język i podkreślającego jego decydującą rolę, podkreśla również, że jest on jednak niezmiennie godny podziwu. W pracy język nie jest utożsamiany z myśleniem, a jedynie z funkcją komunikatywną oraz z „magazynem informacji”. Według przywołanych badań nad pamięcią potwierdzone jest, że zapamiętujemy właśnie treści, nie brzmienie (jest to pamięć semantyczna). Argumentem na niezależność języka wobec myśli są eksperymenty na istotach nie znających jeszcze języka, jak niemowlęta, które jednak posługują się siecią skojarzeń, przestrzenią, przedmiotami, liczbami, przyczyną i skutkiem.
Pinker mówi, że język jest jedyną rzeczą, która odróżnia nas od zwierząt, jest podstawą wszelkiej kultury oraz tworzy granice naszej wyobraźni, a tym samym naszego świata.
Pinker w dziele wykłada, że obraz natury ludzkiej dotychczas zaburzony był przez trzy teorie: tabula rasa, szlachetnego dzikusa i ducha w maszynie. Wiążą się one kolejno z pojęciami filozoficznymi takimi jak empiryzm, romantyzm i dualizm. Teoria tabula rasa – czystej tablicy jest niemożliwa do podtrzymania ze względu na to, że w człowieku istnieją pewne mechanizmy, które są wrodzone, jak uczenie się czy emocje. Człowiek nie jest też czynnikiem sprawczym o nieograniczonych możliwościach, a zdanym na działania ograniczonych kombinacji umysłowych. Jako przykład ograniczenia umysłu podaje język. Człowiek posługuje się ponad 6000 językami, które jednak programy gramatyczne w umyśle człowieka nie są tak różnorodne, a jedynie są odmianami jednego wzorca. Wizję szlachetnego dzikusa, dobrego z natury i zniszczonego przez cywilizację, też należy odrzucić, ponieważ według Pinkera, agresja u człowieka i zwierząt jest na tym samym poziomie i tak samo jest wrodzona, człowiek nie nabył jej z cywilizacji. Trzecia koncepcja ducha w maszynie, czyli niematerialnej sfery kierującej ciałem, jest odrzucona, ponieważ fenomen duchowy można przypisać procesom zachodzącym w mózgu, nie jest więc metafizyczny.

## Status kompetencji językowych
Pinker uważa, że język jest typowy wyłącznie dla człowieka, a ludzkie zdolności językowe są biologicznym przystosowaniem, efektem ewolucji, adaptacji oraz selekcji naturalnej. W książce The Language Instinct podkreśla, że język nie jest naleciałością kulturową, artefaktem, a wyposażaniem biologicznym mózgu. Głosi też, że jest to cecha instynktowna. Instynkt językowy jest równie naturalny dla człowieka co dla pająka tkanie sieci. Język jest zbyt złożony aby powstał przypadkowo. Język naturalny służył tylko i wyłącznie komunikacji, ponieważ był często niedookreślony i skazywał odbiorcę na odczytywanie z kontekstów. Natomiast myślenie, że jest precyzyjne i nie wymaga uzupełnień. Co według Pinkera jest dowodem na to, że język nie został stworzony do myślenia. Pinker pozostaje zgodny z tezami gramatyki Chomsky'ego iż istnieją ponadkulturowe elementy gramatyki, jak i jej ograniczenia. Pinker uważa, że wrodzona jest zdolność uczenia się języka, człowiek uczy się języka we wspólnocie, jednak nadal posiada maszynerię biologiczną, która to umożliwia. Głosi teorię o "organie językowym" i "genie językowym". Jednocześnie podkreśla, że żaden gen nie determinuje zachowania. Gen językowy miałby być odpowiedzialny za powstanie takich połączeń neuronów, które umożliwiałyby uczenie się i posługiwanie językiem. Według Pinkera posiadamy wrodzone poczucie "podobieństwa", które kieruje uogólnieniami w procesie nauki dziecka i porządkuje jego wiedzę, a że podobieństwa nie istnieją w świecie musi, więc zatem istnieć w umyśle uczącego się. Kolejną tezą jest, że przed językiem naturalnym w umyśle człowieka istniała koncepcja kategorii oraz propozycjonalna struktura języka myśli. Według autora mózg człowieka działa sprawniej nie tyle reprezentując ciągłość rzeczywistości co przyczynową strukturę środowiska. W książce "Words and Rules" stwierdza, że dysponujemy częściowo cyfrowym mózgiem w analogowym świecie, co popiera przykładem czasowników regularnych (gdzie zapamiętujemy reguły) i nieregularnych (gdzie zapamiętujemy słowa). Mózg wykorzystuje wtedy nie tylko asocjacje słów ale i abstrakcyjne systemu reguł by na podstawie zmiennych tworzyć nowe przypadki. Umysł według Pinkera to system narządów i modułów stworzony do rozwiązywania problemów. Mózg przetwarza informacje, a myślenie jest rodzajem "obliczeń", które wytwarza symbole. Wedle autora istnieje również osobny obszar przedzałożeń i wiedzy o świecie, który objawia się jako wrodzoną intuicję psychologii, ekonomii, moralności, biologii czy chemii. Tezy te jednak mogą okazać się kontrowersyjne.

## Debaty publiczne
Pinker jest częstym uczestnikiem debat publicznych dotyczących wkładu nauki we współczesne społeczeństwo. Komentatorzy społeczni, tacy jak Ed West, uważają Pinkera za ważnego i odważnego w jego chęci zmierzenia się z tabu, jak w The Blank Slate (Tabula rasa). West pisze, że doktryna tabula rasa pozostała akceptowalna nawet 10 lat po publikacji książki. West opisując Pinkera mówi, że "dla niego nie ma polemiki jednak pozostawia czytelnikom możliwość wyciągnięcia własnych wniosków”. W styczniu 2005 roku Pinker bronił ówczesnego rektora Uniwersytetu Harvarda Lawrence'a Summersa. Summers spekulował, że „różnica w posiadanych uzdolnieniach na najwyższym poziomie” może przyczynić się do różnic między płciami na polu matematyce i naukowym. W debacie między Pinkerem i Elizabeth Spelke na temat płci i nauki Pinker opowiadał się za tezą, że różnicę płci w reprezentacji na elitarnych uniwersytetach można „wytłumaczyć pewną kombinacją biologicznych różnic w przeciętnych temperamentach i talentach w interakcji z socjalizacją i uprzedzeniami”.
W 2009 roku na łamach The New York Times Pinker napisał recenzję esejów Malcolma Gladwella, krytykując jego metody analityczne. Gladwell odpowiedział, kwestionując komentarze Pinkera dotyczące znaczenia IQ dla wyników nauczania i przez analogię, także wpływu, jeśli w ogóle, na porządku poboru na wyniki rozgrywającego w National Football League. Zaawansowane statystyki NFL zajęły się tą kwestią statystycznie, opowiadając się po stronie Pinkera i pokazując, że różnice w metodologii mogą wyjaśnić różne opinie obu mężczyzn.
W 2009 roku Pinker napisał artykuł o Personal Genome Project i jego możliwym wpływie na rozumienie ludzkiej natury w The New York Times. Omówił nowe osiągnięcia w epigenetyce i interakcjach genom-środowisko w posłowiu do wydania swojej książki „Tabula rasa” z 2016 r.
Podczas występu w programie BBC World Service jeden z widzów zastanawiał się, czy rozwój kultury i natury ludzkiej (udokumentowany w The Better Angels of Our Nature) mógł wyrazić się w naszej biologii poprzez ekspresję genetyczną lub epigenetyczną. Pinker odpowiedział, że jest to mało prawdopodobne, ponieważ „niektóre spadki nastąpiły zbyt szybko, aby można je było wytłumaczyć ewolucją biologiczną, która ma ograniczenie prędkości mierzone w pokoleniach, ale przestępczość może gwałtownie spaść w ciągu 15 lat, a niektóre z tych humanitarnych reform podobnie, jak wyeliminowanie niewolnictwa i tortur, potrzebowało 50 lat”.
W swojej książce Enlightenment Now z 2018 roku Pinker argumentował, że racjonalność oświecenia powinna być broniona przed atakami zarówno ze strony lewicy politycznej, jak i prawicy. Książka otrzymała zarówno znakomite, jak i krytyczne recenzje.
W debacie z Pinkerem teoretyk postkolonialny Homi Bhabha przekonywał, że w Enlightenment Now Pinker bagatelizował niemoralne konsekwencje filozofii oświecenia, takie jak nierówność, niewolnictwo, imperializm, wojny światowe i ludobójstwo. Pinker odpowiedział, że ludzkość przed Oświeceniem charakteryzowała się ubóstwem i chorobami. Pinker napisał też szczegółową odpowiedź na wiele takich zarzutów wobec tez przedstawionych w "Enlightenment Now".

## List do LSA
W 2020 roku setki naukowców podpisały list otwarty do Linguistic Society of America z prośbą o usunięcie Pinkera z listy członków oraz listy ekspertów od mediów. W liście oskarżano Pinkera o "zagłuszania głosów ludzi cierpiących z powodu rasistowskiej i seksistowskiej przemocy, w szczególności bezpośrednio po aktach przemocy i/lub protestach przeciwko systemom, które je stworzyły”, podając jako przykłady tweety psychologa i treści z jego książki z 2011 roku.
Pinker stwierdził, że list był formą zastraszenia i ograniczenia. Kilku naukowców skrytykowało list i wyraziło silne poparcie dla Pinkera, w tym biolodzy ewolucyjni Jerry Coyne i Joseph Henrich, językoznawcy Noam Chomsky, John McWhorter i Barbara Partee, a także informatyk Scott Aaronson, psycholog społeczny Jonathan Haidt i socjolog Nicholas Christakis. List został skrytykowany również przez magazyny The Atlantic oraz Mother Jones.
Komitet wykonawczy Linguistic Society of America wydał oświadczenie stwierdzające, że grupa „jest zaangażowana w wolność intelektualną i odpowiedzialność zawodową. Misją Towarzystwa nie jest kontrolowanie opinii jego członków ani ich wyrażania. Integracja i uprzejmość mają kluczowe znaczenie dla produktywnej pracy naukowej. A przynależność oznacza wysłuchanie (niekoniecznie akceptację) wszystkich punktów widzenia, nawet tych, które mogą być dla niektórych kontrowersyjne”.

## Nagrody i wyróżnienia
W 2004 roku nazwisko psychologa znalazło się na liście „100 najbardziej wpływowych osób na świecie” według magazynu Times, a w latach 2005, 2008, 2010, 2011 na listach „Najlepszych myślicieli świata” według Foreign Policy. W 2013 pojawił się również w pierwszej 10 według magazynu Prospect. Zdobył też wiele nagród m.in. Amerykańskiego Towarzystwa Psychologicznego, Narodowej Akademii Nauk, nagrodę Georga A. Millera oraz nagrodę od the American Humanist Association.
Jego badania w dziedzinie psychologii poznawczej zdobyły nagrodę Early Career Award (1984) i Boyd McCandless Award (1986) Amerykańskiego Towarzystwa Psychologicznego, Troland Research Award (1993) National Academy of Sciences, Henry Dale Prize (2004) Royal Institution of Great Britain oraz George Miller Prize (2010) od Cognitive Neuroscience Society. Otrzymał również doktoraty honoris causa uniwersytetów w Newcastle, Surrey, Tel Awiwie, McGill, Uniwersytetu Simon Fraser oraz Uniwersytetu Tromsø. Dwukrotnie był finalistą Nagrody Pulitzera, w 1998 i 2003 roku. Pinker otrzymał nagrodę Złotej Płyty Amerykańskiej Akademii Osiągnięć w 1999 roku. 13 maja 2006 roku otrzymał nagrodę Humanisty Roku przyznawaną przez Amerykańskie Stowarzyszenie Humanistyczne za wkład w publiczne zrozumienie ewolucji człowieka.
Pinker zasiadał w radach redakcyjnych czasopism takich jak Cognition, Daedalus i PLOS One oraz w radach doradczych instytucji zajmujących się badaniami naukowymi (np. Allen Institute for Brain Science), wolności słowa (np. Foundation for Individual Rights), popularyzacji nauki (np. Światowy Festiwal Nauki i Komitet Badań Sceptyków), pokoju (np. Peace Research Endowment) i świeckiego humanizmu (np. Freedom From Religion Foundation i Secular Coalition for America). W 2013 roku wygłosił serię wykładów nazwaną Gifford Lectures na Uniwersytecie w Edynburgu.
W latach 2008–2018 był przewodniczącym panelu dla Amerykańskiego Słownika Dziedzictwa. Napisał esej o użyciu do piątego wydania Słownika, opublikowanego w 2011 roku.
W lutym 2001 roku Pinker, „którego włosy od dawna są przedmiotem podziwu, zazdrości i intensywnych badań”, został nominowany przez aklamację jako pierwszy członek Klubu Bujnych Włosów dla Naukowców (LFHCfS) organizowanego przez Roczniki Nieprawdopodobnych Badań.

## Publikacje

### Książki
- Language Learnability and Language Development – 1984
- Visual Cognition – 1985
- Connections and Symbols – 1988
- Learnability and Cognition: The Acquisition of Argument Structure – 1989
- Lexical and Conceptual Semantics – 1992
- The Language Instinct: How the Mind Creates Language – 1994
- How the Mind Works – 1997
- Words and Rules: The Ingredients of Language – 1999
- The Blank Slate: The Modern Denial of Human Nature – 2002
- The Best American Science and Nature Writing – 2004
- Hotheads (wyciąg z How the Mind Works, 2005)
- The Stuff of Thought: Language as a Window into Human Nature – 2007
- The Better Angels of Our Nature: Why Violence Has Declined – 2011
- Language, Cognition, and Human Nature: Selected Articles – 2013
- The Sense of Style: The Thinking Person’s Guide to Writing in the 21st Century – 2014
- Enlightenment Now: The Case for Reason, Science, Humanism, and Progress – 2018

#### Artykuły i eseje
- Selektywna kompilacja prac opublikowanych na storonie wydziału uniwersytetu Harvarda. pinker.wjh.harvard.edu. [zarchiwizowane z tego adresu (2006-01-18)].
- Pinker, S. (1991), "Rules of Language", Science. 253 (5019): 530–535.
- Ullman, M.; Corkin, S.; Coppola, M.; Hickok, G.; Growdon, J. H.; Koroshetz, W. J.; Pinker, S. (1997). "A neural dissociation within language: Evidence that the mental dictionary is part of declarative memory, and that grammatical rules are processed by the procedural system". Journal of Cognitive Neuroscience. 9 (2): 289–299.
- Pinker, S. (2003) "Language as an adaptation to the cognitive niche" In M. Christiansen & S. Kirby (Eds.), Language evolution: States of the Art New York: Oxford University Press.
- Pinker, S. (2005). "The Evolutionary Psychology of Religion"
- Pinker, S. (2005). "So How Does the Mind Work?". Mind and Language. 20 (1): 1–24.
- Jackendoff, R.; Pinker, S. (2005). "The nature of the language faculty and its implications for evolution of language" (Odpowiedź do Fitch, Hauser, & Chomsky)". Cognition. 97 (2): 211–225.
- Pinker, S. (2007). "In Defense of Dangerous Ideas".
- Pinker, S. (2012). "The False Allure of Group Selection", Edge.
- Pinker, S. (2013). "Science Is Not Your Enemy", New Republic.
- Pinker, S. (2014). "The Trouble With Harvard: The Ivy League is broken and only standardized tests can fix it". New Republic.
- Pinker, S. (2015). Why free speech is fundamental. The Boston Globe.
- Pinker, S. (2015). Response to the Book Review Symposium: Steven Pinker, The Better Angels of Our Nature. Sociology.
- Pinker, S. (2015). Shakespeare: One of the first and greatest psychologists. The Atlantic.
- Pinker, S. (2015). Guess what? More people are living in peace now. Just look at the numbers. The Guardian.
- Pinker, S. (2015). The Moral Imperative for Bioethics. Boston Globe.
- Pinker, S. (2015). Now for the good news: things really are getting better. The Guardian.
- Pinker, S. (2015). Many of the alleged rules of writing are actually superstitions. The Guardian.
- Pinker, S. (2015). The untenability of faitheism. Current Biology, 25(15).
- Goldstein, J., & Pinker, S. (2015). Inconvenient truths for the environmental movement. Boston Globe.
- Pinker, S. (2015). Graphic evidence: Steven Pinker’s optimism on trial. The Guardian.
- Pinker, S. (2016). What to Expect in 2016: New Advances in Behavioral Genetics. Wall Street Journal.
- Goldstein, J. S., & Pinker, S. (2016). The decline of war and violence. The Boston Globe.
- Shoard, C., Perry, P., Pinker, S., Keltner, D., Blackmore, S., & Greenfield, S. (2016). Psycho thrillers: five movies that teach us how the mind works. The Guardian.
- Pinker, S., & Santos, J. M. (2016). Colombia's Milestone in World Peace. New York Times.
- Pinker, S. (2016). Steven Pinker on the Second Law of Thermodynamics. Wall Street Journal.
- Pinker, S. (2016). Steven Pinker elected to National Academy of Sciences.
- Spagat, M., & Pinker, S. (2016). Warfare. Significance, 13(3), 44.
- Spagat, M., & Pinker, S. (2016). World War III: the final exchange. Significance, 13(6), 46.
- Thomas, K., DeScioli, P., De Freitas, J., & Pinker, S. (2016). Recursive Mentalizing and Common Knowledge in the Bystander Effect. Journal of Experimental Psychology General, 145(5).
- Belluz, J., & Pinker, S. (2016). You may think the world is falling apart. Steven Pinker is here to tell you it isn't. Vox.
- De Freitas, J., DeScioli, P., Nemirow, J., Massenkoff, M., & Pinker, S. (2017). Kill or Die: Moral Judgment Alters Linguistic Coding of Causality. Journal of Experimental Psychology: Learning, Memory, and Cognition, 43(8), 1173–1182.
- Pinker, S. (2018). The Bright Side. Time Magazine.
- Pinker, S. (2018). The Enlightenment Is Working. The Wall Street Journal.
- Pinker, S. (2018). ‘Reason is non-negotiable’: Steven Pinker on the Enlightenment. The Guardian: The Observer.
- Pinker, S. (2018). The Intellectual War on Science: It’s wreaking havoc in universities and jeopardizing the progress of research. The Chronicle of Higher Education.
- Pinker, S. (2018). Doomsday is (not) coming: The dangers of worrying about the apocalypse. The Globe and Mail.
- Pinker, S. (2018). Steven Pinker recommends books to make you an optimist. The Guardian.
- Thomas, K. A., DeScioli, P., & Pinker, S. (2018). Common knowledge, coordination, and the logic of self-conscious emotions. Evolution and Human Behavior, 39, 179–190.
- Hartshorne, J. K., Tenenbaum, J., & Pinker, S. (2018). A critical period for second language acquisition: Evidence from 2/3 million English speakers. Cognition, 177, 263-277.
- Pinker, S. (2019). Correct For the Media’s Negativity Bias. Politico, (Sept. 20).
- De Freitas, J., Thomas, K., DeScioli, P., & Pinker, S. (2019). Common knowledge, coordination, and strategic mentalizing in human social life. Proceedings of the National Academy of Sciences of the United States of America.
- De Freitas, J., DeScioli, P., Thomas, K. A., & Pinker, S. (2019). Maimonides’ Ladder: States of Mutual Knowledge and the Perception of Charitability. Journal of Experimental Psychology: General, 148(1).
- Goldstein, J. S., Qvist, S. A., & Pinker, S. (2019). Nuclear Power Can Save the World. The New York Times.
- Pinker, S. (2019). Enlightenment Wars: Some Reflections on ‘Enlightenment Now,’ One Year Later. Quillette.
- Pinker, S. (2019). Tech Prophecy and the Underappreciated Causal Power of Ideas. In Possible Minds: 25 Ways of Looking at AI. John Brockman.
- Pinker, S. (2019). Why We Are Not Living in a Post-Truth Era: An (Unnecessary) Defense of Reason and a (Necessary) Defense of Universities’ Role in Advancing it. Skeptic, 24(3).
- Pinker, S. (2019). What can we expect from the 2020s?. Financial Times.
- Pinker, S. (2019). A Linguist’s Guide to Quid Pro Quo. The New York Times.
- Mehr, S., Singh, M., Knox, D., Kettler, D. M., Pickens-Jones, D., Atwood, S., et al. (2019). Universality and diversity in human song. Science, 366(6468).
- Pinker, S. (2019). Correct For the Media’s Negativity Bias. Politico, (Sept. 20).
- Pinker, S. (2019). One thing to change: Anecdotes aren’t data. The Harvard Gazette.
- Paresky, P., Haidt, J., Strossen, N., & Pinker, S. (2020). "The New York Times surrendered to an outrage mob. Journalism will suffer for it". Politico.
- Muggah, R., & Pinker, S. (2020). We can make the post-Coronavirus world a much less violent place. Foreign Policy.
- Pinker, S. (2020). "In Memoriam: Judith Rich Harris (1938 – 2019)". American Psychologist, 75(7).
- Rees, M., & Pinker, S. (2021). New Statesman.
- Pinker, S. (2021). How humans gained an "extra life" (Review Steven Johnson’s “Extra Life: A Short History of Living Longer.”). New York Times, May 11, 2021.

## Tłumaczenia prac na j. polski
- Jak działa umysł, Warszawa 2002, Książka i Wiedza, s. 696, ISBN 83-05-13208-0 (How the Mind Works 1997)
- Tabula rasa. Spory o naturę ludzką, Sopot 2005, GWP, s. 664, ISBN 83-89574-77-2 (The Blank Slate: The Modern Denial of Human Nature 2002)
- Piękny styl. Przewodnik człowieka myślącego po sztuce pisania XXI wieku, Sopot 2016, Smak Słowa, 978-83-64846-25-0 (The Sense of Style: The Thinking Person’s Guide to Writing in the 21st Century – 2014)
- Zmierzch przemocy. Lepsza strona naszej natury, 2015, Wydawnictwo Zysk i S-ka (The Better Angels of Our Nature: Why Violence Has Declined – 2011)
- Nowe Oświecenie, 2018, Wydawnictwo Zysk i S-ka, s. 660, ISBN 978-83-811-6477-1 (Enlightenment Now – 2018)
- Racjonalność: co to jest, dlaczego jej brakuje, dlaczego ma znaczenie, 2021, Wydawnictwo Zysk i S-ka, ISBN 978-83-8202-338-1
- Instynkt językowy, 2023, Wydawnictwo Zysk i S-ka, ISBN 978-83-8202-988-8